# Мутатодерма
Мутатодерма (Mutatoderma) — вид грибів родини Meruliaceae.

## Поширення та середовище існування
В Україні зростає мутатодерма мінлива (Mutatoderma mutatum).